# Dessein
Dessein eller ibland dessäng är en äldre benämning på ritning, plan eller utkast till byggnader, befästningar, handarbeten som broderier och annat. Ordet kommer från franskan och är besläktat med engelskans design.